# Joseph Kirman
Joseph Kirman (* 1896; † 1943 in Treblinka) war ein polnisch-jiddischer Dichter im Warschauer Ghetto und wurde Opfer des Holocaust.

## Leben
Kirman war ein Fabrikangestellter, der ab 1940 in der Sozialfürsorge für Schriftsteller tätig und Mitarbeiter des Untergrundarchivs des Warschauer Ghettos war.
Bekannt ist, dass er in das Warschauer Ghetto verschleppt wurde. Hier wurde er plötzlich von einem jüdischen Polizisten gepackt und trotz heftiger Gegenwehr auf einen „Umschlagplatz“ gebracht. Auf einem erhalten gebliebenen Zettel hat er seinen Freund Yitzhak Giterman gebeten, ihm zu helfen und so das Leben zu retten. Dieser hat ihn tatsächlich aus Treblinka zurückgebracht.
Die Arbeiten des Schriftstellers, die im Untergrundarchiv des Ghettos gesammelt wurden, enthalten bewegende Texte über das Sterben der Kinder. Er beschreibt einmal, wie ein todkrankes Kind vor dem Krankenhaus um Einlass bat. Nachdem es schon mehrfach abgewiesen worden war, begann es, sich vor dem Eingang auszuziehen, „auf der Straße, vor den Augen der Gleichgültigen“. Ein Arzt ließ es daraufhin hinein. Kirman fragt sich, ob das Kind damit seine Rettung erreicht hat, doch er kommt zu dem Schluss: „Kaum, es hat mit seinem einem Eindruck gleichenden Spiel nur eines gewonnen: die Gnade eines stillen Todes – nicht auf dem Pflaster, nicht in einer Blutlache von Eiter und Kot, nackt auf schmelzendem Schnee – sondern in einem Bett, unter einer Decke, entlaust.“ Und doch wohnt dieser niederschmetternden Beobachtung ein nahezu optimistisches Moment inne: „Die Gnade, in der letzten Stunde seines kurzen Lebens nicht mehr das gejagte, verfolgte, gepeinigte Stück Vieh zu sein, sondern – fast – ein Mensch.“

## Veröffentlichungen
- Milton Teichman (Hrsg.): Truth and Lamentation: Stories and Poems on the Holocaust
- Zentrum für politische Schönheit (Hrsg.): An die Nachwelt. Letzte Nachrichten und Zeitzeugnisse von NS-Opfern gegen das Vergessen, Berlin 2019, S. 11, ISBN 978-3-00-064453-5